# Felsőpél
Felsőpél (szlovákul Horný Pial, németül Ober-Pill) község Szlovákiában, a Nyitrai kerület Lévai járásában.

## Fekvése
Lévától 13 km-re délnyugatra fekszik, az 580-as út mentén.

## Története
1209-ben még birtokként "Pelly" néven említik először. Pél falu 1251-ben "Peel" alakban bukkan fel először, a Bolyár-Pélyi nemzetségbeli Albert a község birtokosa. Később részben a kálnai Hunyadi család, részben a Majtényi család a földesura. 1484-ben Egyházaspél néven szerepel oklevélben. 1543 és 1583 között a töröknek fizetett adót. 1601-ben 30 háza volt. 1715-ben az adóösszeírásban szőlőskertjét említik. 1720-ban 17 adózó háztartása létezett. 1828-ban 55 házában 349 lakos élt, akik főként mezőgazdasággal foglalkoztak.
Vályi András szerint "Alsó, és Felső pély. Két falu Bars Vármegyében, földes Ura mind a’ kettőnek Báró Hunyady, és Nagy Uraságok, lakosai katolikusok. Felső Pély az Alsónak filiája, határjaik középszerűek, vagyonnyaik külömbfélék, második osztálybéliek."
Fényes Elek szerint "Felső-Pél, magyar falu, Bars vmegyében: 133 kath., 270 ref. lak. Reform. filial templom és oskola. F. u. többen."
A trianoni békeszerződésig Bars vármegye Verebélyi járásához tartozott. 1938 és 1945 között ismét Magyarország része volt.
1938-ban Felsőpélen 178 birtokból három volt 20-50 hold közötti (összesen 97 hold), öt 50-100 közötti (összesen 255 hold) és egy 100-500 hold közötti (összesen 102 hold) nagyságú. Összesen 1103 holdból 945 hold szántóföld volt.

## Népessége
| Év:            | 1994. | 2004.   | 2014.   | 2024.   |
| -------------- | ----- | ------- | ------- | ------- |
| Emberek száma: | 307   | 298     | 277     | 287     |
| Eltérés:       |       | -2,93 % | -7,04 % | +3,61 % |

| Év:            | 2023. | 2024.   |
| -------------- | ----- | ------- |
| Emberek száma: | 279   | 287     |
| Eltérés:       |       | +2,86 % |

1880-ban 425 lakosából 391 magyar és 9 szlovák anyanyelvű volt.
1890-ben 443 lakosából 434 magyar és 6 szlovák anyanyelvű volt.
1900-ban 426 lakosából 423 magyar és 3 szlovák anyanyelvű volt.
1910-ben 419 lakosából 418 magyar és 1 szlovák anyanyelvű volt.
1921-ben 454 lakosából 414 magyar és 24 csehszlovák volt.
1930-ban 409 lakosából 354 magyar és 55 csehszlovák volt.
1941-ben 421 lakosából 415 magyar és 6 szlovák volt.
1991-ben 328 lakosából 198 magyar és 124 szlovák volt.
2001-ben 291 lakosából 152 magyar és 137 szlovák volt.
2011-ben 279 lakosából 104 magyar és 145 szlovák volt.
2021-ben 268 lakosából 72 (+10) magyar, 177 (+7) szlovák, 3 (+6) cigány, 4 egyéb és 12 ismeretlen nemzetiségű volt.

## Nevezetességei

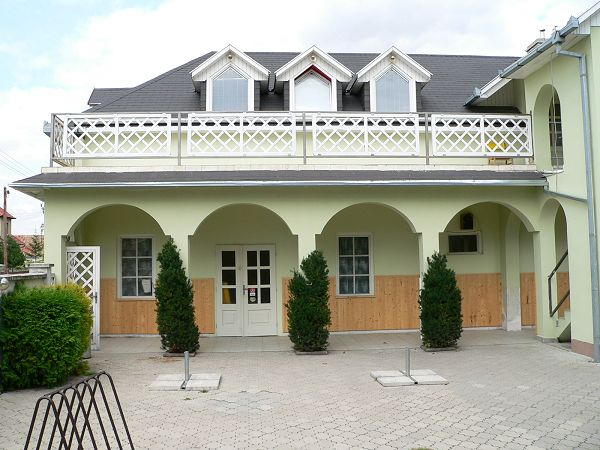
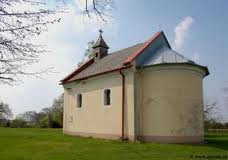
Temetőkápolna

- Római katolikus temploma 1830-ban épült.
- Református temploma 1837-ben épült, tornyát 1929-ben építették.
- Temetőkápolnája eredetileg a 12. században épült, később barokk stílusban építették át.

## Külső hivatkozások
- Hivatalos oldal
- Községinfó
- Felsőpél Szlovákia térképén
- E-obce.sk